# Cybaeus tetricus
Cybaeus tetricus és una espècie d'aranyes araneomorfes de la família dels cibèids (Cybaeidae). Fou descrita per primera vegada l'any 1839 per C. L. Koch com a Amaurobius tetricus.
Aquesta espècie es troba a Europa.

## Descripció
Els mascles fan de 5 a 6 mm i les femelles de 7 a 8,5 mm.